# Brydekirk
Cet article possède un paronyme, voir Bridekirk.
Brydekirk est un village situé dans le Dumfries and Galloway, en Écosse.